# Albano-System

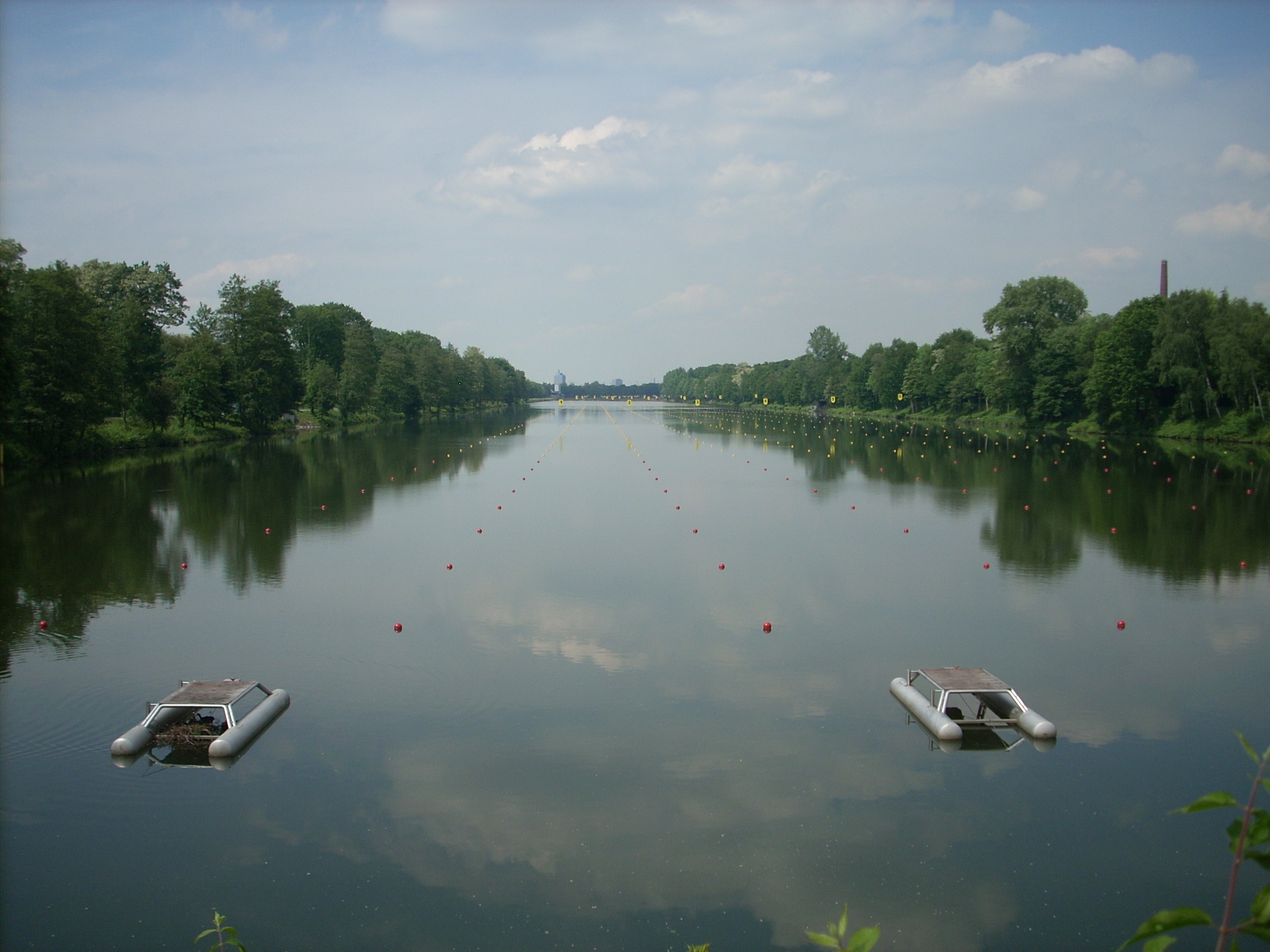
Nach dem Albano-System markierte Regattastrecke in Duisburg

Ein Albano-System ist ein Bojenkettensystem, das im Ruder- und Kanusport bei Regatten benutzt wird. 
Die Regattabahn ist auf der gesamten Länge durch ein Albano-System markiert und ermöglicht die Trennung der einzelnen Bahnen. Die Bojen haben in der Kette einen Abstand von etwa zehn Metern.
Benannt ist das Albano-System nach dem Albaner See (italienisch Lago Albano), auf dem die olympischen Wettbewerbe im Ruder- und Kanusport bei den Olympischen Spielen 1960 ausgetragen wurden. Bei den olympischen Regatten wurde das System erstmals international eingesetzt, nachdem der Weltruderverband FISA diesem Vorschlag auf seinem Kongress 1959 in Mâcon zugestimmt hatte. Seit 1960 gibt es bei allen großen Regatten sechs markierte Bahnen im Rudern und neun markierte Bahnen im Kanurennsport. 